# Xanthomima plumbeomargo
Xanthomima plumbeomargo är en fjärilsart som beskrevs av James John Joicey och Talbot 1916. Xanthomima plumbeomargo ingår i släktet Xanthomima och familjen mätare. Inga underarter finns listade i Catalogue of Life.